# خرايسين

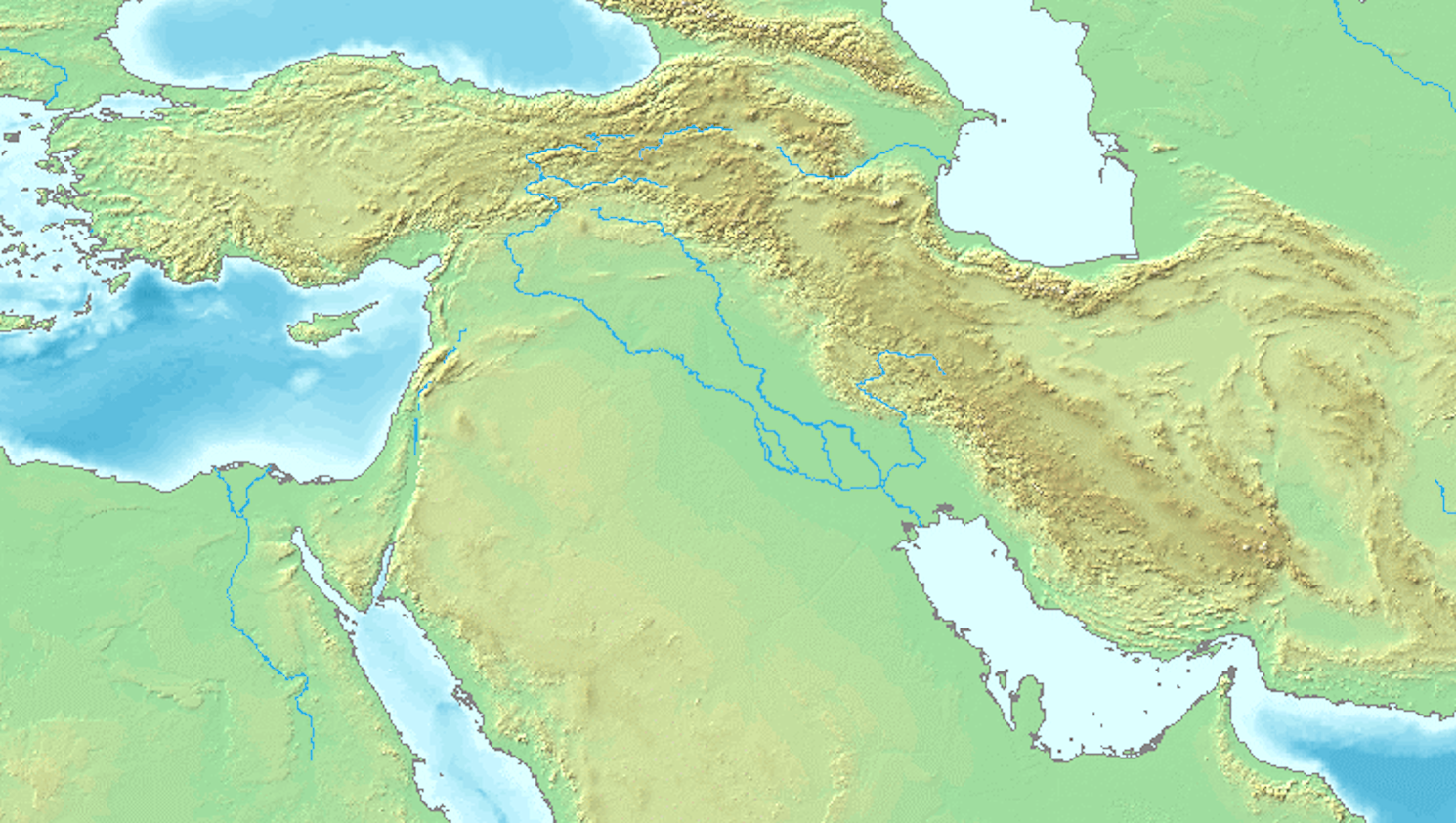

خرايسين هو موقع من العصر الحجري الحديث قبل الفخار (PPN) يقع في قرية قنية في وادي نهر الزرقاء بالأردن. تم اكتشاف هذا الموقع في عام 1984 من قبل حنبوري وزملاؤه خلال مسح منطقة جرش.تم تخصيص الموقع لعصر ما قبل الفخار من العصر الحجري الحديث وذلك بفضل تحليل القطع الأثرية التي عثر عليها على السطح.
خرايسين هي مستوطنة كبيرة على سفح تل يربط رواق المطوق والضفة اليمنى لنهر الزرقاء. تقع عند ملتقى نهر الزرقاء مع نهر رافد صغير، وادي خرايسين. في الجزء العلوي من الرعن يوجد موقع العصر البرونزي لجبل المطوق.
منذ مايو 2014، يقوم فريق بحث إسباني تابع للمجلس الوطني الإسباني للبحوث وجامعة كانتابريا وكلية سان إستيبان في سالامانكا بتنفيذ أعمال أثرية في الموقع بتمويل من وزارة الثقافة الإسبانية من خلال برنامجها المشاريع الأثرية في الخارج.